# 有弦相聚
有弦相聚（真的周华健 有弦相聚）是香港歌手周华健于1994年10月27日发行的粤语唱片，由滚石唱片公司发行，唱片编号：ROD5017。
作为周华健进军香港乐坛的首张粵語专辑，在选歌上可谓谨慎。虽然专辑中大多数歌曲都是他以前广为流行的国语歌曲的翻唱版本，以期在最短时间内达到流行轰动效果，但整张专辑的制作精良，概念性与可听性仍然很强。
專輯推出後銷量報捷，在香港四大天王雄霸的時期仍受到注目，人氣急升，為周华健在香港演藝發展確立了一個重要位置，更在年底香港各樂壇頒獎禮奪得多個金曲及創作人獎項。

## 專輯曲目
| 曲序 | 曲名                                                                   | 曲       | 詞     | 編曲   | 附註 |
| 01   | 當天的心 HEART FROM THE PAST                                           | 周治平   | 林夕   | 盧東尼 | 國語版為《寂寞的眼》                                                                                          |
| 02   | 海角天涯 SOMEWHERE OUT THERE                                           | 宮澤和史 | 林夕   | 洪敬堯 | 第五主打 同曲曲目：張衛健《鐵路戀曲》 國語版為梁静茹《不想睡》或艾敬《島上》 日語原曲為The Boom主唱的《島唄》 |
| 03   | 昨晚妳已嫁給誰 WHO MARRIED YOU LAST NIGHT                              | 周華健   | 林夕   | 江建民 | 第三主打 國語版為《明天我要嫁給你》                                                                           |
| 04   | 永遠的寶貝 BELOVED BABY FOREVER                                        | 周華健   | 陳少琪 | 洪敬堯 | 國語版為《親親我的寶貝》                                                                                      |
| 05   | 放棄你留住你 FORSAKEN YOU, PLEASE STAY                                 | 周華健   | 周禮茂 | 蔡朝華 | 第二主打 同曲曲目：杜德偉《其實我不想放棄》 國語版為李明德《其實我不想放棄》                                  |
| 06   | 告訴我你愛我 TELL ME YOU LOVE ME                                       | 劉志宏   | 潘源良 | 洪敬堯 | 國語版為《孤枕難眠》                                                                                          |
| 07   | 曾經滄海也是愛 STILL LOVE AFTER ALL THESE YEARS                        | 周華健   | 周禮茂 | 蔡朝華 | 第一主打 國語版為《眼眶之中》                                                                                 |
| 08   | 怕黑 THE FEAR OF DARKNESS                                              | 周華健   | 林振強 | 包小松 | 第四主打 國語版為《怕黑》                                                                                     |
| 09   | 刀劍若夢 A LIFE OF FIGHTING IS BUT A DREAM                             | 周華健   | 林夕   | 蔡朝華 | 國語版為《刀劍如夢》 台視版金庸武俠劇《倚天屠龍記》香港地區片頭曲。                                           |
| 10   | 有弦相聚 MUSIC BRINGS US TOGETHER                                      | 周華健   | 陳少琪 | 包小松 | 國語版為李國祥《醉》                                                                                          |
| 11   | 昨晚妳已嫁給誰（曲終人未散） WHO MARRIED YOU LAST NIGHT - INSTRUMENTAL | 周華健   | 林夕   | 花比傲 | 純音樂 |

## 獎項
- 1994年度十大勁歌金曲頒獎典禮－十大金曲獎《昨晚妳已嫁給誰》
- 1994年度十大勁歌金曲頒獎典禮－九四新一代傑出表現獎（金獎）
- 1994年度十大勁歌金曲頒獎典禮－最受歡迎創作歌星（銀獎）
- 1994年度十大勁歌金曲頒獎典禮－最佳編曲獎《昨晚妳已嫁給誰》
- 1994年度十大中文金曲頒獎音樂會－十大優秀流行歌手大獎
- 1994年度十大中文金曲頒獎音樂會－最佳原創歌曲獎《昨晚妳已嫁給誰》
- 1994年度新城勁爆頒獎禮－勁爆香港人創作歌曲《昨晚妳已嫁給誰》